# Robert Forster (acteur)
Robert Wallace Forster jr. (Rochester (New York), 13 juli 1941 – Los Angeles, 11 oktober 2019) was een Amerikaans acteur.

## Loopbaan
Forster speelde vanaf 1967 in een groot aantal films en televisieseries. Hij had in 1969 een hoofdrol in de film Medium Cool van Haskell Wexler. Na een rol in de geflopte Disney-film The Black Hole in 1979 werd hij minder gevraagd en was hij vooral te zien in bijrollen. In 1997 werd hij voor de vertolking van Max Cherry in Jackie Brown genomineerd voor een Oscar voor beste mannelijke bijrol. De film betekende een comeback voor Forster, die na 1997 weer een veelgevraagd acteur was.
Hij was te zien in series als Banyon, Heroes en in 2017 in Twin Peaks.  Met David Lynch, de regisseur van Twin Peaks, had hij in 2001 al samengewerkt in Mulholland Drive. Forster was voor het eerste seizoen van Twin Peaks in 1990 de oorspronkelijke keuze voor de rol van Harry S. Truman. Hij moest wegens andere verplichtingen afzeggen. In 2017 vertolkte hij de rol van Frank Truman, de broer van Harry Truman.
Zijn laatste film, El Camino: A Breaking Bad Movie, werd op de dag van zijn overlijden op Netflix gelanceerd.
In de serie Amazing Stories (Season 1, episode 3), uitgezonden op Apple+ vanaf maart 2020, vertolkt Robert Forster de rol van opa Joe in Dynoman and the Volt.

## Privéleven
Robert Wallace Forster jr. was twee keer getrouwd en twee keer gescheiden en had drie kinderen. Hij overleed in 2019 op 78-jarige leeftijd.

## Filmografie

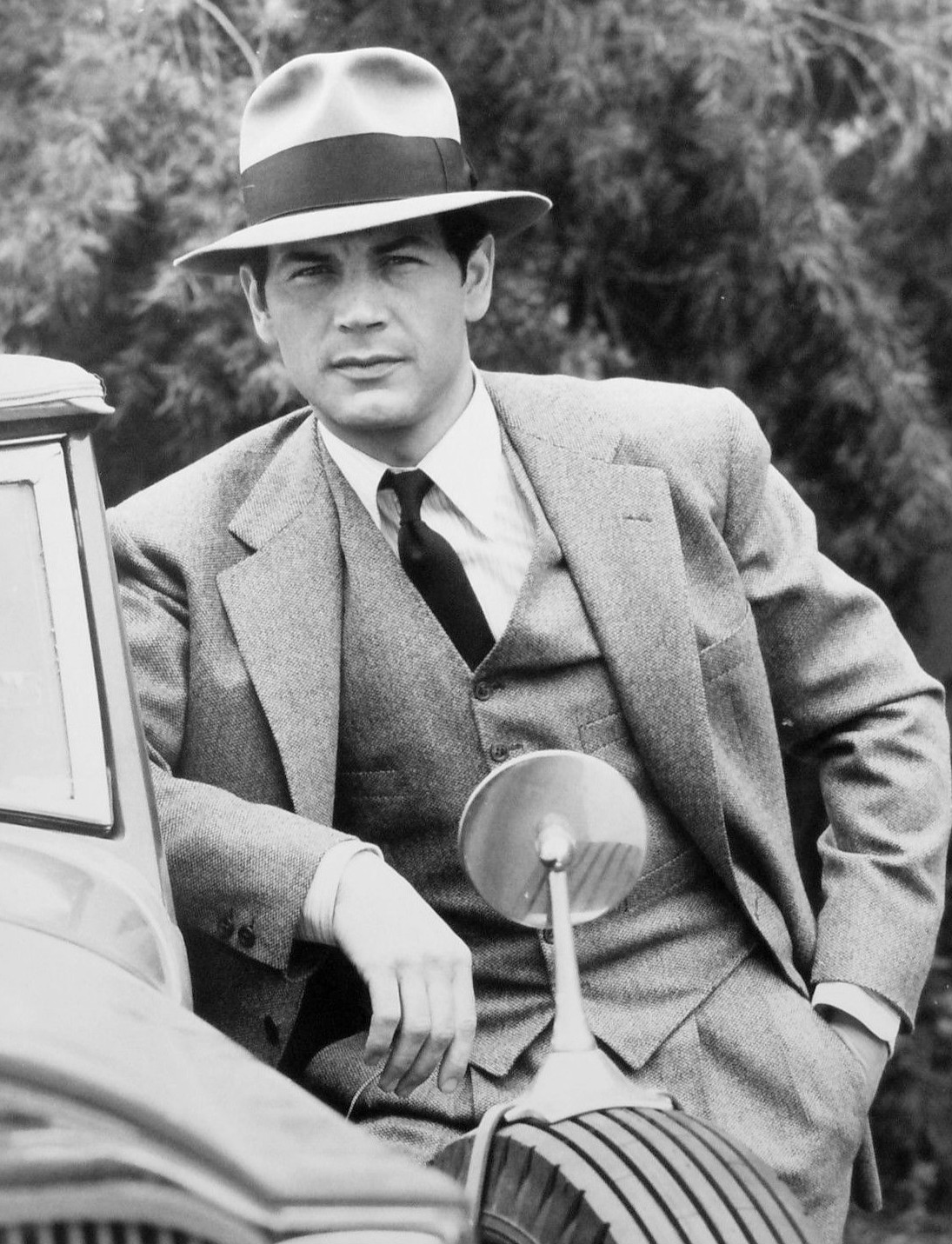
In de serie Banyon in 1972

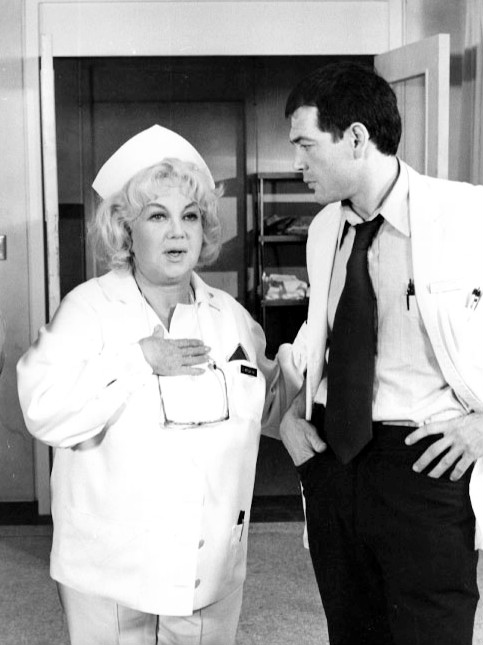
Met Ann Sothern in de serie Medical Story (1975)

### Films (selectie)
- 1967 - Reflections in a Golden Eye - Private L.G. Williams
- 1969 - Medium Cool - John Cassellis
- 1979 - The Black Hole - Cpt. Dan Holland
- 1986 - The Delta Force - Abdul Rafai
- 1997 - Jackie Brown - Max Cherry
- 1998 - Psycho 1998 - Dr. Simon Richmond
- 2001 - Me, Myself & Irene - Colonel Partington
- 2001 - Mulholland Drive - Detective Harry McKnight
- 2005 - Lucky Number Slevin - Murphy
- 2009 - Thick as Thieves (The Code) - Luitenant Weber
- 2011 - The Descendants - Scott Thorson
- 2014 - Autómata
- 2013 - Olympus Has Fallen - General Edward Clegg
- 2016 - London Has Fallen - General Edward Clegg
- 2017 - The Case for Christ - Walter Strobel
- 2018 - What They Had - Burt
- 2018 - Damsel - oude predikant
- 2019 - El Camino: A Breaking Bad Movie - Ed Galbraith
- 2020 - The Wolf of Snow Hollow - Sheriff Hadley Marshall

### Televisieseries (selectie)
- 1971-1973 - Banyon - Miles C. Banyon
- 1974 - Nakia - Hulpsheriff Nakia Parker
- 1975-1977 - Police Story
- 1985 - Magnum, P.I. - Tyler Peabody McKinney
- 1987 - Once a Hero - Gumshoe
- 2003-2004 - Karen Sisco - Marshall Sisco
- 2007-2008 - Heroes - Arthur Petrelli
- 2012-2015 - Last Man Standing - Bud Baxter
- 2013 - Breaking Bad - Ed Galbraith
- 2017 - Twin Peaks - Sheriff Frank Truman
- 2020 - Better Call Saul - Ed Galbraith